# Église San Donato de Polverosa
Pour les articles homonymes, voir Église San Donato.
L’église San Donato de Polverosa est une église catholique située dans le quartier Novoli à Florence.

## Histoire
À l'origine, la chapelle romane a été construite en 1187 au bord de la Mugnone par les chanoines réguliers de Saint-Augustin Portuense, surnommés polverosi (en français poussiéreux) en raison de la couleur de leur robe. Au XIIIe siècle, le couvent de San Donato appartint à la confrérie des Umiliati. En 1322, la propriété passa sous le contrôle des cisterciens et en 1442 le pape Eugène IV y installa les religieuses de Santa Maria Maddalena della Convertite de Borgo Pinti.
Sécularisé en 1809, le domaine passe aux mains du comte Nicolas Demidoff en 1814, qui transforme le monastère en un luxueux palais, la villa San Donato.
Sérieusement endommagé lors de la Seconde Guerre mondiale, le domaine a été morcelé. L'église, après avoir été rénovée, a été rouverte au culte depuis 1963.
Le toponyme Polverosa a survécu, il désigne le tronçon de la plaine qui s'étend à l'intérieur des murs, de Sainte-Lucie sur le Prato à la Porte Faenza (Forteresse de Basso) et à l'extérieur des murs, de la Porte du Prato à la Porte Faenza, et qui comprenait l'église San Jacopino de Polverosa et l'église de San Donato.

## Description
La nef unique conserve des fresques des XIVe et XVe siècles de Matteo di Pacino, Cenni di Francesco et Gaetano Bianchi.
Un crucifix du XIVe siècle, peint à la tempera par Bernardo Daddi pour l'église San Donato et mentionné dans l'inventaire de la collection Demidoff, est conservé à la Galleria dell'Accademia de Florence.

## Galerie

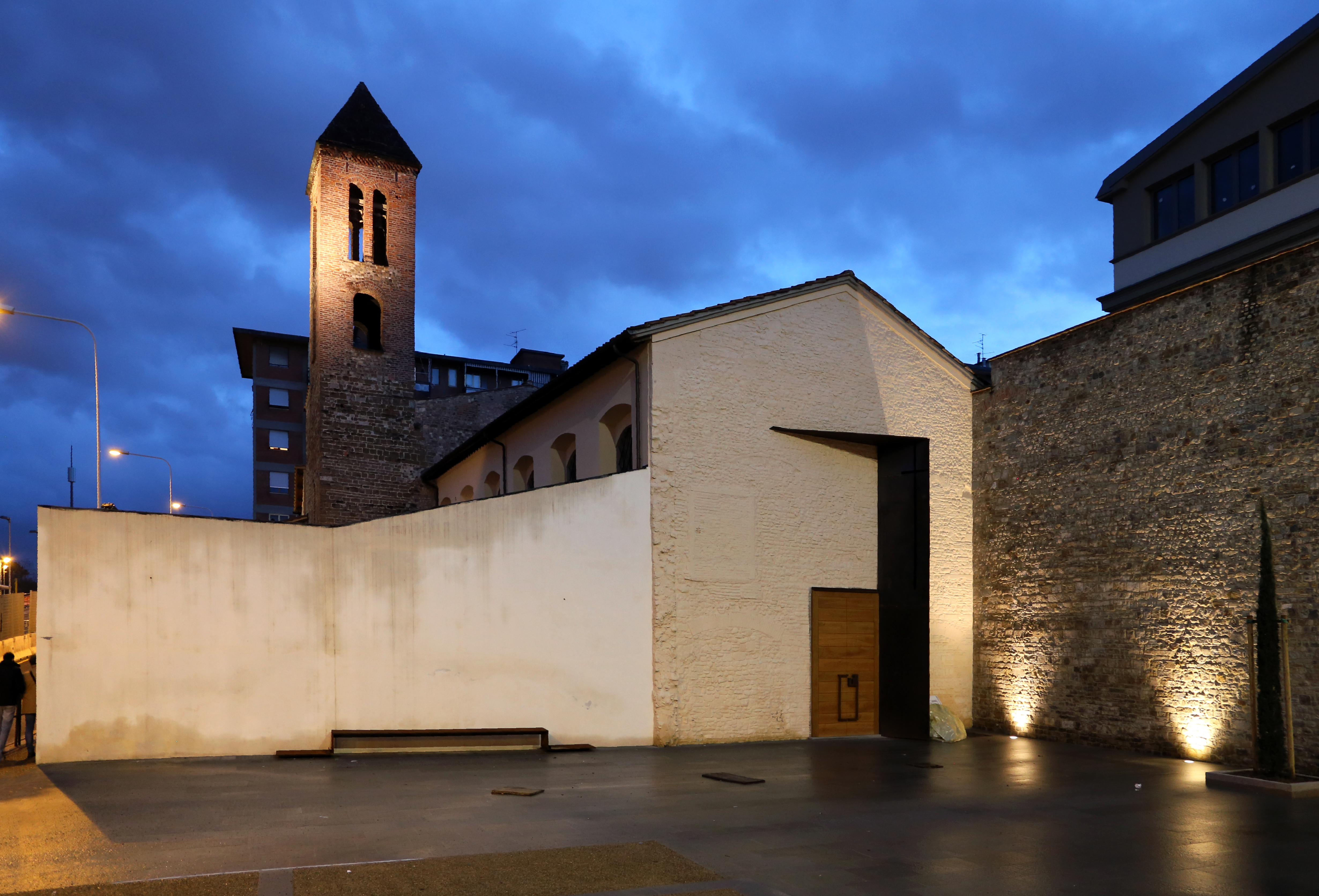
La façade ancienne, avec des traces de portails, découvertes lors de la démolition de l'immeuble voisin.
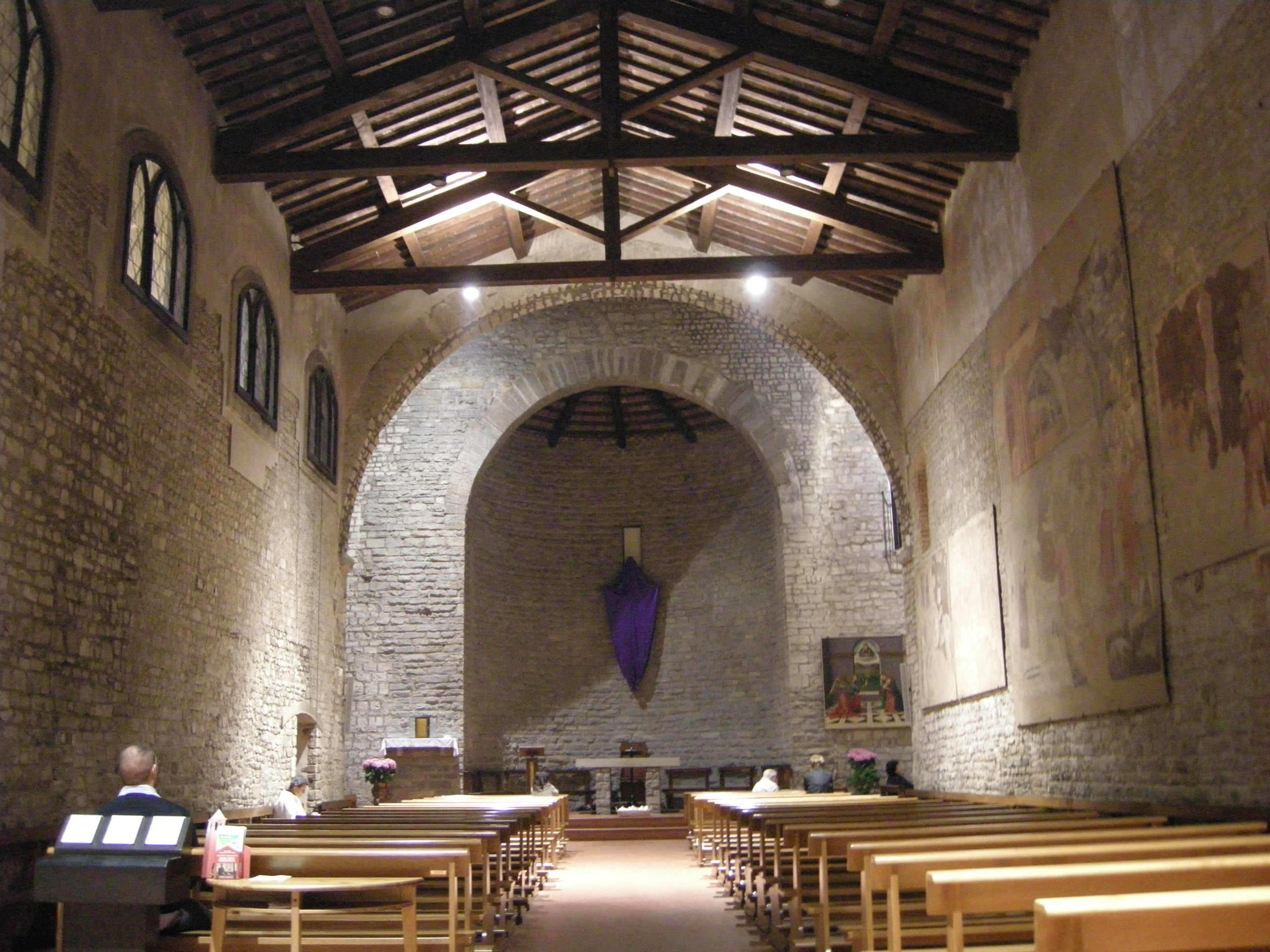
L'intérieur.
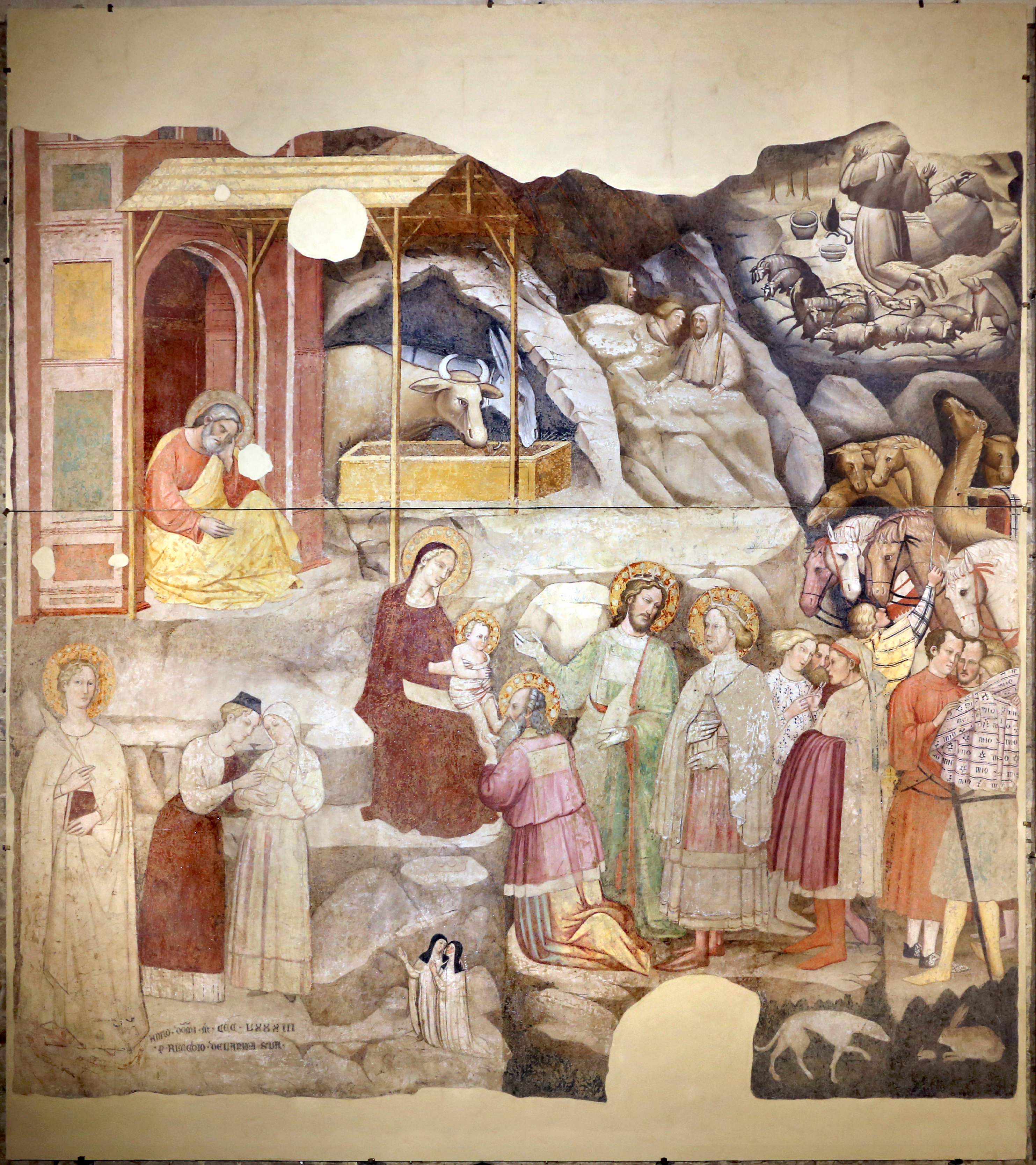
Cenni di Francesco, Adorazione dei magi.
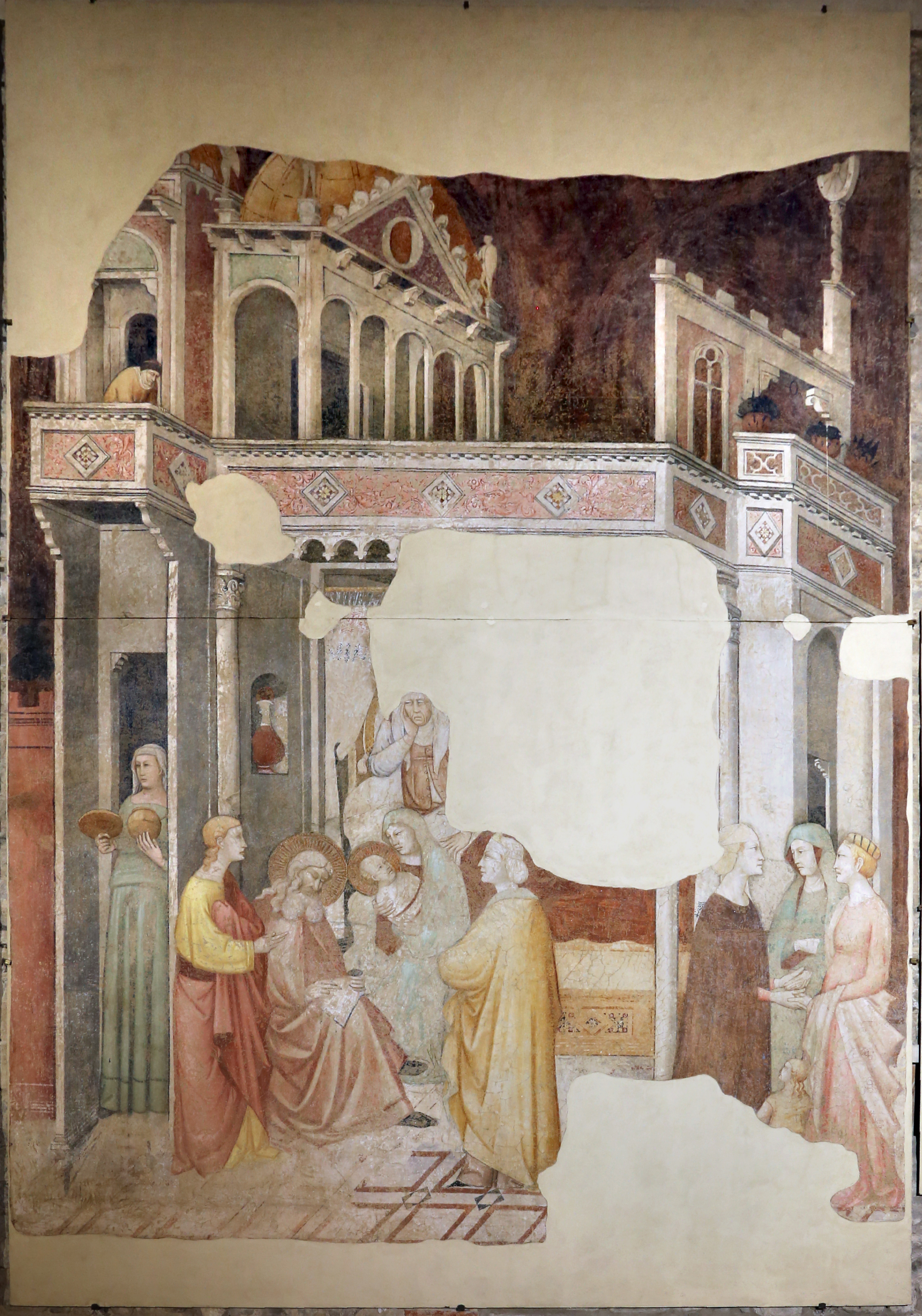
Cenni di Francesco, Natività del Battista.
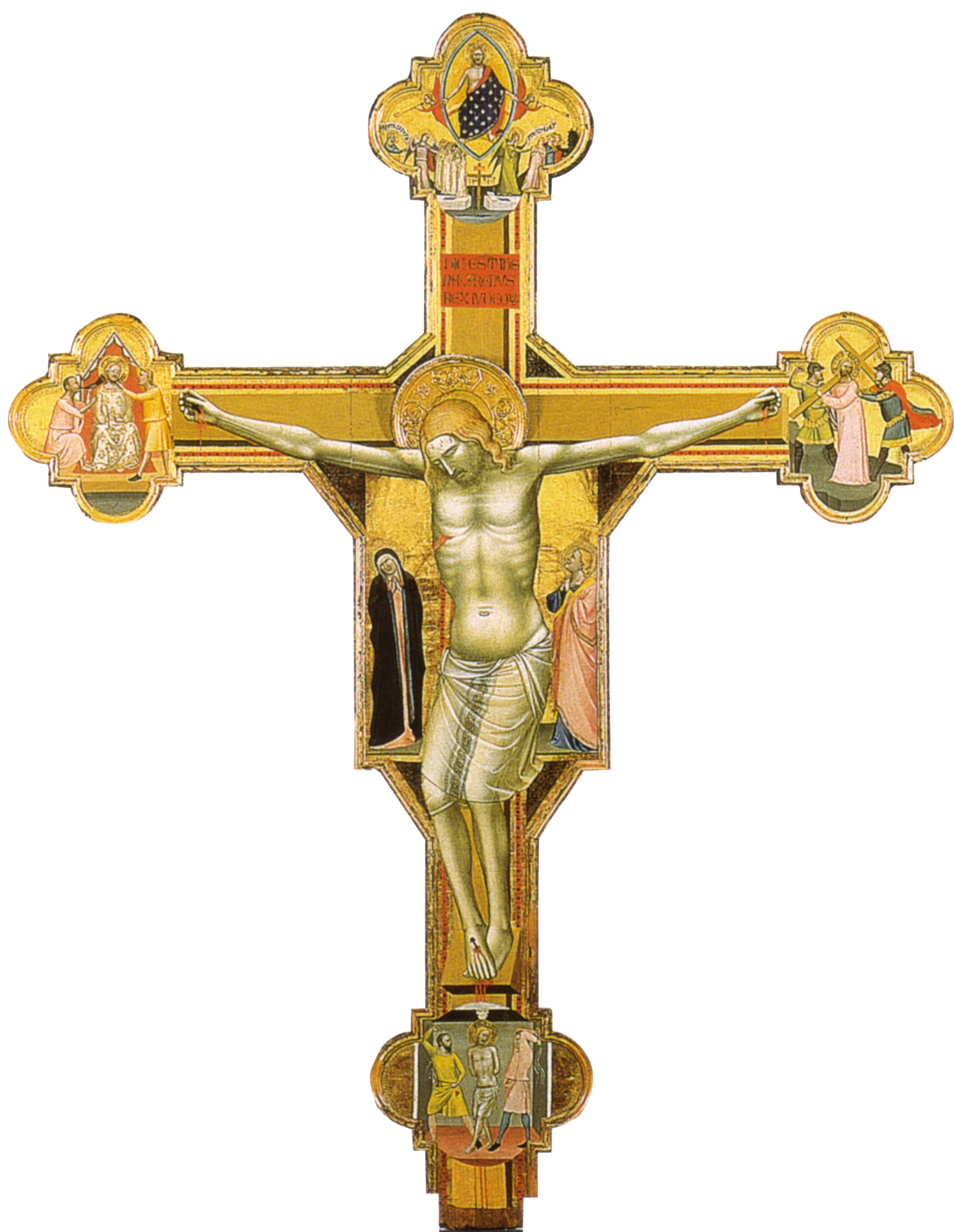
Barnardo Daddi, croix peinte avec pleureuses et scènes de la Passion.